# Dendropsophus bifurcus
Dendropsophus bifurcus är en groddjursart som först beskrevs av Andersson 1945.  Dendropsophus bifurcus ingår i släktet Dendropsophus och familjen lövgrodor. IUCN kategoriserar arten globalt som livskraftig. Inga underarter finns listade i Catalogue of Life.